# 唐俊街
唐俊街（英語：Tong Chun Street）是一條位於香港新界西貢區將軍澳市中心的街道，北起唐明街尚德廣場對開，向南伸展至新市鎮66D2區近將軍澳海濱公園處，全長約980米。
唐俊街與唐賢街皆為貫穿將軍澳市中心的縱向街道，全段皆可供機動車輛南、北雙程行駛。

## 歷史
唐俊街是將軍澳第二期發展計劃的產物，首段通車的路段為北端介乎唐明街與唐德街間的200米長路段，於1998年6月26日刊憲命名。
隨後唐俊街隨將軍澳市中心南部發展而多次向南擴建，先是於2000年伸展405米至寶盈花園，同年10月20日刊憲；復於2003年2月14日將一段90米長、連接同日命名的至善街之延長段刊憲命名。九年多後唐俊街再由至善街向南伸展255米，至鄰近將軍澳海濱公園之掉頭處止，該全長255米的新段於當年4月20日刊憲定名，延至2013年5月31日才通車。

## 沿路建築
從佛教志蓮小學順時針計：
- 佛教志蓮小學
- 仁愛堂田家炳小學
- 君傲灣及PopCorn 2商場
- 寶盈花園
- 將軍澳循道衛理小學
- 播道書院
- 海翩滙及翩滙坊
- MONTEREY及MONTEREY Place
- 將軍澳海濱公園
- 海天晉
- 嘉悅
- The Parkside
- 天晉II
- 港鐵將軍澳站
- 天晉及PopCorn商場
- 將軍澳站公共運輸交匯處
- 仁濟醫院王華湘中學
- 基督教宣道會宣基中學
- 唐明街休憩處